# Władimir Turijanski
Władimir Turijanski (ros. Владимир Львович Туриянский  ur. 21 sierpnia 1935 w Moskwie, zm. 2 września 2024) – rosyjski poeta, kompozytor, bard.
Władimir Turijanski urodził się 21 sierpnia w Moskwie, w rodzinie ekonomisty. Jego ojciec był represjonowany i zginął w obozie pod Intą w roku 1937. Władimir wraz z matką zostali zesłani do Kazachstanu, gdzie przebywali do końca drugiej wojny światowej. W roku 1946 rodzina osiedliła się w wiosce Struino w Obwodzie moskiewskim.
Władimir wstąpił na Moskiewski uniwersytet kultury, lecz ukończywszy trzeci rok studiów wybrał zawód geologa i udał się na ekspedycję geologiczną na Syberię. Według niego samego tego rodzaju wyprawa pozwalała mu na odejście od realiów sowieckiego życia.
Pracował też jako radioelektryk, radiotelegrafista, elektromonter, ślusarz i robotnik przenoszący ciężary. W roku 1959 zaczął pisać piosenki, głównie do swoich wierszy. Wykonywał skomponowane przez siebie utwory, akompaniując sobie na gitarze siedmiostrunowej. Na początku swojej kariery grał jako akompaniator w oktecie Ałły Jakuszewej. W roku 1959 skomponował pierwszą piosenkę. Nosiła ona tytuł Kabestan i została napisana do wiersza Arkadija i Borisa Strugackich pochodzącego z opowiadania W krainie purpurowych obłoków (Страна багровых туч). Wiele z jego piosenek powstawało w polowych warunkach panujących na ekspedycjach, gdzie Turijanski najczęściej obchodził urodziny i przy takich okazjach starał się sprawić sobie podarunek w postaci nowego utworu. Najbardziej popularnymi piosenkami Władimira stały się Montana, Geofizyczne tango (Геофизическое танго), Stara bajka (Старая сказка), Skąd bierze początek rzeka (Откуда начинается река), Po coś uciekliśmy z ciepłych mieszkań (Мы зачем-то сбежали из теплых квартир).

## Dyskografia
- Czy pamiętasz, gitaro? (Ты помнишь ли, гитара?) 1991
- Nocna rozmowa (Ночной разговор) 1995
- Pejzaż czasów imperium  (Пейзаж времён империи)1997